# Classement mondial de snooker 1985-1986
Classement mondial, des joueurs de snooker du top 33 (et de quelques autres) pour la saison 1985-1986. Les points sont calculés en additionnant les points accumulés lors des deux saisons précédentes (1983-1984 et 1984-1985).
| no | Nom               | Pays             |
| -- | ----------------- | ---------------- |
| 1  | Steve Davis       | Angleterre       |
| 2  | Cliff Thorburn    | Canada           |
| 3  | Tony Knowles      | Angleterre       |
| 4  | Dennis Taylor     | Irlande du Nord  |
| 5  | Kirk Stevens      | Canada           |
| 6  | Ray Reardon       | Pays de Galles   |
| 7  | Jimmy White       | Angleterre       |
| 8  | Terry Griffiths   | Pays de Galles   |
| 9  | Alex Higgins      | Irlande du Nord  |
| 10 | Tony Meo          | Angleterre       |
| 11 | Willie Thorne     | Angleterre       |
| 12 | Eddie Charlton    | Australie        |
| 13 | Silvino Francisco | Afrique du Sud   |
| 14 | David Taylor      | Angleterre       |
| 15 | Doug Mountjoy     | Pays de Galles   |
| 16 | Joe Johnson       | Angleterre       |
| 17 | Bill Werbeniuk    | Canada           |
| 18 | John Parrott      | Angleterre       |
| 19 | John Virgo        | Angleterre       |
| 20 | John Spencer      | Angleterre       |
| 21 | Eugene Hughes     | Irlande          |
| 22 | Cliff Wilson      | Pays de Galles   |
| 23 | Neal Foulds       | Angleterre       |
| 24 | Dean Reynolds     | Angleterre       |
| 25 | Mark Wildman      | Angleterre       |
| 26 | Murdo MacLeod     | Écosse           |
| 27 | Rex Williams      | Angleterre       |
| 28 | Mike Hallett      | Angleterre       |
| 29 | Dave Martin       | Angleterre       |
| 30 | Perrie Mans       | Afrique du Sud   |
| 31 | John Campbell     | Australie        |
| 32 | Dene O'Kane       | Nouvelle-Zélande |
| 33 | Patsy Fagan       | Irlande          |
| 36 | Graham Miles      | Angleterre       |
| 48 | Jim Meadowcraft   | Angleterre       |
| 50 | Tony Jones        | Angleterre       |
| 56 | Fred Davis        | Angleterre       |
| 59 | Peter Francisco   | Afrique du Sud   |
| 64 | John Dunning      | Angleterre       |